# Liste der Naturdenkmale in Wilzenberg-Hußweiler
Die Liste der Naturdenkmale in Wilzenberg-Hußweiler nennt die im Gemeindegebiet von Wilzenberg-Hußweiler ausgewiesenen Naturdenkmale (Stand 15. Juli 2013).

## Naturdenkmale
| Nr.         | Bezeichnung | Lage                                        | Beschreibung | Bild                                    |
| ----------- | ----------- | ------------------------------------------- | ------------ | --------------------------------------- |
| ND-7134-387 | Dicke Eiche | Wilzenberg, Oberdorf, gegenüber Nr. 17 Lage | Quercus sp.  | Direkt Bild zu diesem Denkmal hochladen |